# 冰湖溃决洪水
冰湖溃决洪水是一种当冰壩潰壩後原本被冰壩包圍的冰前湖傾瀉而出時所發生的洪水。冰壩可以由冰川的冰块或终碛所组成。溃坝的原因可能是侵蚀、湖水的水压作用、雪崩或大雪、地震或霜震、冰下出現火山爆发，或当相邻的冰川大部分塌陷到冰前湖中时，冰前湖中的水體出現巨幅波動。